# Куто, Поль-Мари

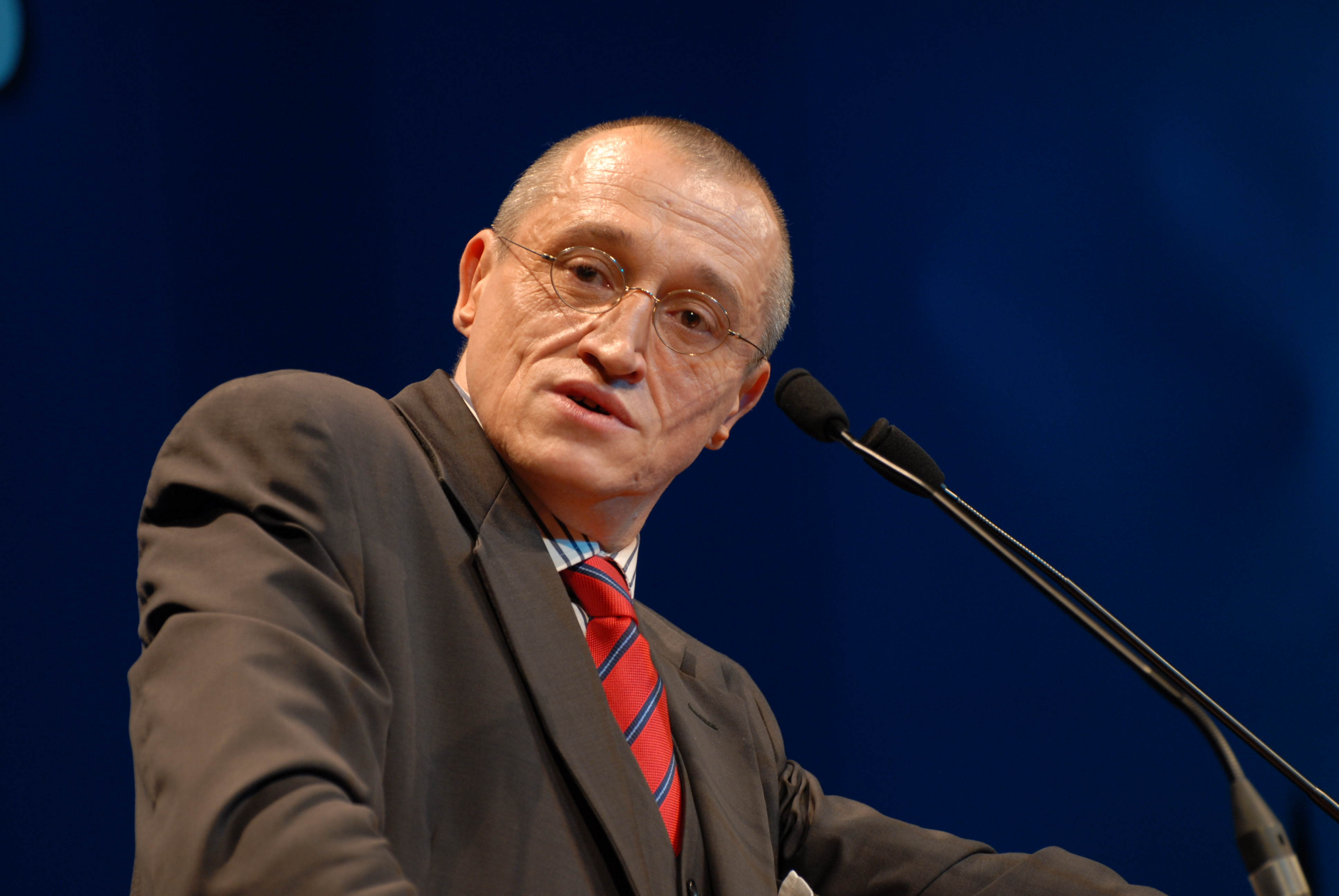
Куто, Поль-Мари

Поль-Мари Куто (фр. Paul-Marie Coûteaux, р. 31 июля 1956 года, Париж) — французский правый политик.

## Биография
Депутат Европарламента от Франции в 1999—2009 годах.
Выступал против введения евро на территории Евросоюза.
За непарламентские выражения протеста в декабре 2007 года во время подписания европейской Хартии фундаментальных прав человека был оштрафован Европарламентом на 1 тыс. 435 евро.
Являлся наблюдателем от Международной организации по наблюдению за выборами CIS-EMO на президентских выборах в России.
Некоторое время являлся главным редактором журнала голлистской партии RPR «Юн сертен иде».